# Emmanuel Mounier

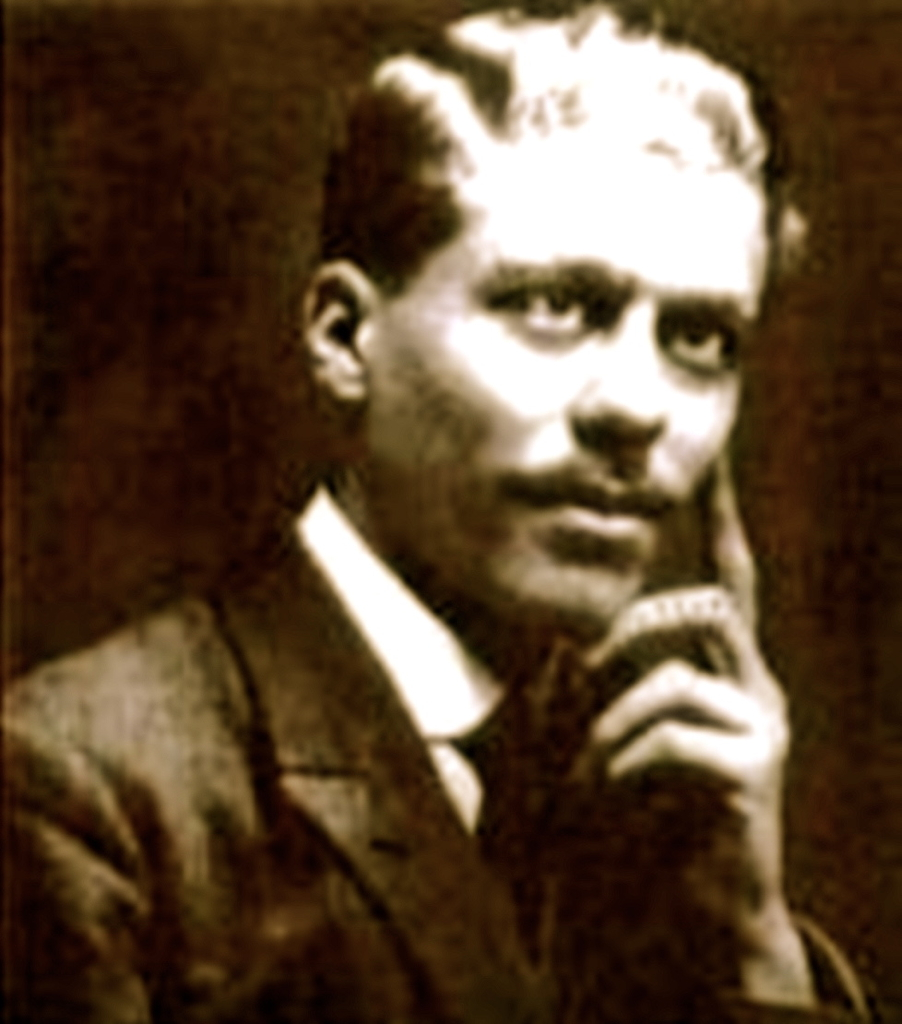
Foto aus den 1930er Jahren: Emmanuel Mounier

Emmanuel Mounier (* 1. März 1905 in Grenoble; † 23. März 1950 in Châtenay-Malabry bei Paris) war ein französischer Philosoph und Gründer der Zeitschrift Esprit. Er gilt als der Hauptvertreter des französischen Personalismus und als Vater der personalistischen Revolution.

## Persönliche und berufliche Entwicklung
Emmanuel Mounier wuchs als Sohn eines Apothekers in einer katholischen Familie auf. Nachdem er ein auf Wunsch seines Vaters begonnenes Medizinstudium abgebrochen hatte, studierte Mounier von 1924 bis 1927 an der Universität von Grenoble Philosophie. Er wurde Mitglied der A.C.J.F. (Association catholique de la jeunesse française) sowie der Vinzenzkonferenz (Organisation für die Unterstützung von Menschen die von sozialem Elend betroffen sind). Durch die Arbeit in der Vinzenzkonferenz lernte er die Not im Elendsviertel von Grenoble kennen, was ihn tief beeindruckte. Als überzeugter Katholik verband Mounier philosophisches Denken mit lebensnahem, verantwortungsbewusstem, sozialkritischem Christentum, wobei er sich zugleich als entschiedener Gegner von Kapitalismus, Nationalsozialismus und Faschismus zeigte.
Das Philosophiestudium schloss er 1927–28 an der Sorbonne in Paris ab. Nach seinem Studium unterrichtete er von 1930 bis 1931 an der Schule Sainte-Marie in Neuilly und von 1931 bis 1932 am Gymnasium in Saint-Omer. In diesem Zeitraum (1931) veröffentlichte Mounier auch sein erstes Buch „La Pensée de Charles Péguy“, das in Zusammenarbeit mit Marcel Péguy und Georges Izard entstand.
Im Oktober 1932 gründete Mounier im Alter von 27 Jahren, zusammen mit einigen Freunden, die Zeitschrift Esprit, im Sinne von Comenius, als „personalistische Zeitschrift im Kampf gegen die etablierte Unordnung“ und inspirierte somit die geistige Bewegung des Personalismus. Er leitete die Redaktion der „Esprit“ und galt von nun an als „geistiger Vater“ der personalistischen Bewegung. Seine Schriften hatten einen starken Einfluss auf führende Persönlichkeiten der Katholischen Aktion.
Von 1933 bis 1939 unterrichtete Mounier am französischen Gymnasium in Brüssel. 1935 heiratete er Paulette Leclercq.
Im Zweiten Weltkrieg hat man ihn im September 1939 den Alpenjägern zugeteilt. Mounier wurde jedoch in der Nähe von Grenoble stationiert, wo er während der kriegerischen Auseinandersetzung zwischen Frankreich und Deutschland verblieb. Nach dem Sieg Deutschlands kam er 1940 für drei Wochen in deutsche Kriegsgefangenschaft.
Er übernahm dann nach seiner Freilassung 1940 wieder die Redaktion der Zeitschrift „Esprit“, schloss sich der Untergrundbewegung an, deren Zeitschrift Carnets er nun ebenfalls redigierte, und gab in der Zeit von 1940 bis 1941 Philosophieunterricht bei den Lazaristen von Lyon und an der Robin-Schule in Vienne. Am 25. August 1941 legte die Redaktion der „Esprit“ die Arbeit nieder, da die Zeitschrift durch das Vichy-Regime verboten wurde.
Mounier wurde dann am 15. Januar 1942 auf Anordnung des Vichy-Regimes verhaftet, weil er als einer der geistigen Führer der Widerstandsgruppe Combat galt (siehe auch die gleichnamige Zeitschrift). Da diese Widerstandsgruppe aus Linkskatholiken und Rechtssozialisten bestand, wurde sie als Gefahr für die Innere Ordnung angesehen und durch Verhaftungen zerschlagen. Für Mounier folgte nun: die Verbringung in das Gefängnis von Clermont-Ferrand (21. Januar 1942), Freilassung unter Auflagen (21. Februar 1942), erneute Verhaftung in Lyon (29. April 1942) und Verlegung nach Vals (2. Mai 1942), wo er schließlich zwölf Tage lang in den Hungerstreik trat. In der Zeit vom 7. Juli 1942 bis zum 30. Oktober 1942, wo er nach über 9 Monaten Martyrium freigesprochen wurde, war er im Gefängnis Saint-Paul in Lyon inhaftiert. Während der Zeit seiner Inhaftierung schrieb er das Buch „Traité du caractère“, welches 1946 veröffentlicht wurde.
In der Zeit nach seiner Haftentlassung, bis zur Befreiung vom Vichy-Regime, lebte er gemeinsam mit seiner Familie, unter dem Geburtsnamen seiner Frau (Leclercq), in Dieulefit, im Département Drôme. Die Pension Beauvallon, die Mounier mit seiner Frau und den drei Töchtern bezog und von wo aus er Verbindungen zur Résistance von Lyon knüpfte, wurde bald zu einem neuen Versammlungsort des Esprit-Kreises.
1944 kehrte Mounier nach Paris zurück und noch im Dezember desselben Jahres brachte er die erste Ausgabe einer neuen Serie der Zeitschrift „Esprit“ heraus. Er bezog wieder sein Haus in Châtenay, welches wie zuvor Zentrum der Treffen seiner alten Weggefährten und Freunde war. Neben Mounier arbeiteten an der Zeitschrift Jean Lacroix, René Biot, Paul-Ludwig Landsberg, Nikolai Berdjajew, Jacques Maritain sowie Gabriel Marcel, Louis Lavelle und Louis Meylan mit.
Parallel zu zahlreichen Tätigkeiten und Initiativen in Frankreich, unternahm Mounier in den letzten und produktivsten Jahren seines Lebens, viele Reisen u. a. nach Belgien, Berlin, Dänemark, in die französische Besatzungszone Deutschlands, nach Französisch-Äquatorial-Afrika, Großbritannien, Italien, Norwegen, Österreich, nach Polen, Schweden und in die Schweiz.
Im Jahr 1948 gründete er in Paris unter Beteiligung zahlreicher französischer Intellektueller wie etwa Alfred Grosser die Austauschorganisation Comité français d’échanges avec l’Allemagne nouvelle. Das Komitee bestand bis 1967 und verfolgte mittels der Zeitschrift Allemagne und zahllosen Vortragsveranstaltungen von Deutschen an der Pariser Sorbonne weiterhin die Ziele der Résistance, nämlich die Schaffung einer europäischen Föderation unter Einbeziehung Deutschlands. Durch die Anregung eines öffentlichen deutsch-französischen Gedankenaustausches nahm das Comité français d’échanges avec l’Allemagne nouvelle gewissen Einfluss auf die westeuropäische Politik der 1950er- und 1960er-Jahre.

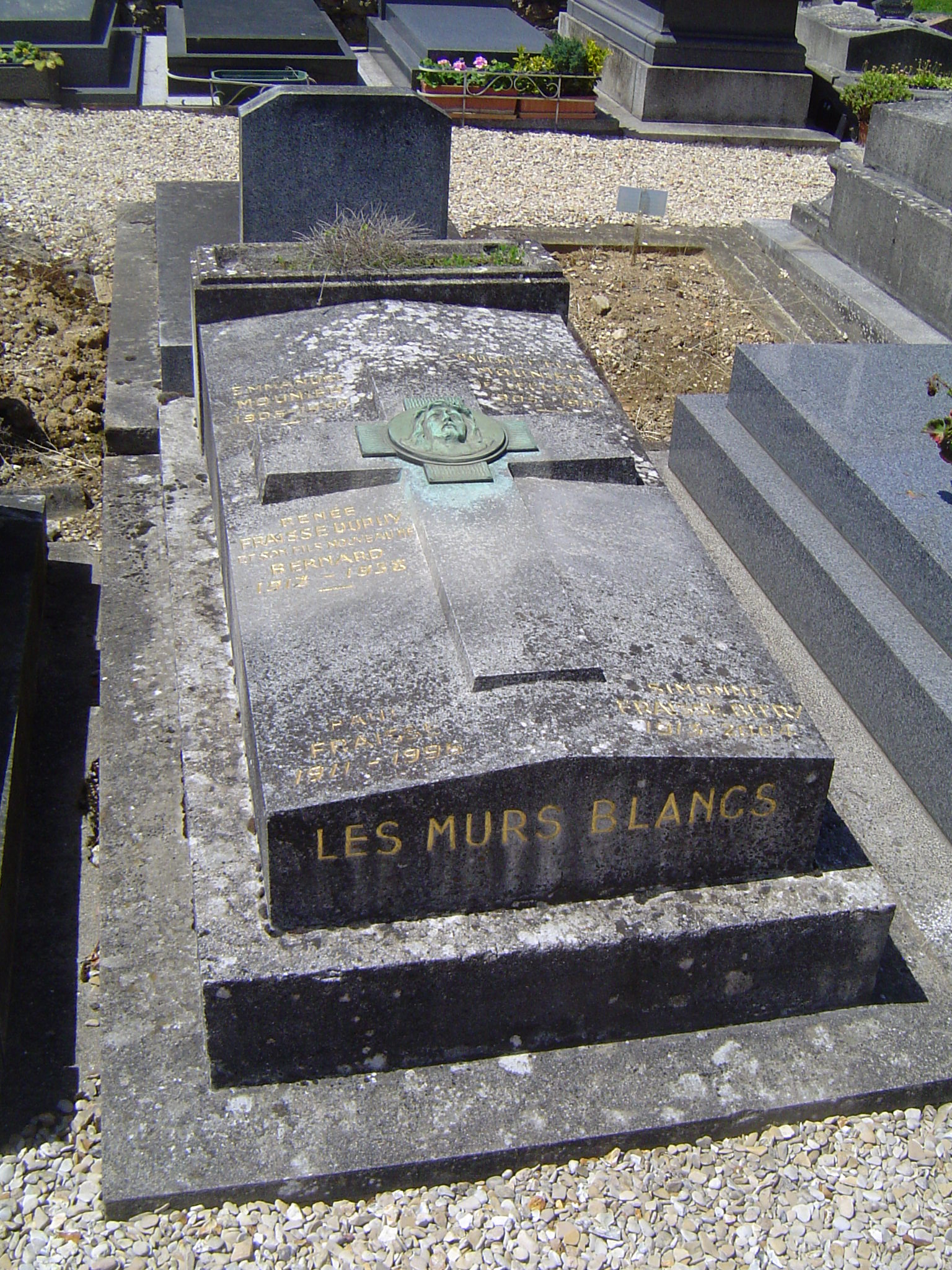
Mouniers Grab in Châtenay-Malabry.

Am 22. März 1950 verstarb Mounier in Châtenay-Malabry an Herzversagen.

## Bedeutung
Emmanuel Mouniers Bedeutung für die Philosophie besteht darin, der Bewegung des Personalismus, ausgehend von Frankreich, ein Fundament (Das personalistische Manifest) und ein Sprachrohr (Die Zeitschrift Esprit) verschafft zu haben. Ohne kirchentreuen Dogmatismus versuchte er, die christlichen Grundprinzipien weiterzutragen und durch sein eigenes Beispiel zu leben, in der Überzeugung, dass es gewisse Grundwahrheiten vom Dasein des Menschen gibt, die nicht neu, sondern ewig seien und die es gegen Ignoranz und Reduktionismus zu verteidigen gelte. Mouniers Personalismus ist also gegen die herrschenden (Staats-)Ideologien seiner Zeit gerichtet und als ein „Signal zum Sammeln“ von Möglichkeiten eines geschichtlichen Auswegs gedacht (s. Dritter Weg). Mit seinem Personalismus will er die Menschheit zu einer wahren Aufklärung führen. Sein Manifest ist eine ausdrücklich praktische Philosophie, die durch Überzeugungskraft verändernd auf die Menschen und dadurch auf die gesellschaftlichen Zustände wirken will.
Der Personalismus wirkte in Frankreich stark auf Jacques Maritain ein, in Deutschland auf Romano Guardini.

## Publikationen
- Manifeste au service du personnalisme (Reihe: Collection Esprit) Fernand Aulier, Editions Montaigne, Paris 1936
  - deutsch: Das personalistische Manifest. Jean-Christophe, Zürich 1936
- Qu'est-ce que le personnalisme? Paris 1947
- Der Personalismus und die personalistische Bewegung, in: DIE UMSCHAU. Internationale Revue, Jg. 1, Heft 2, Mainz 1946
- Personalistische und gemeinschaftliche Revolution, in: Gesammelte Werke. Sigueme, Salamanca 1990
- Existenzphilosophie und Aktivismus, in Merkur. Deutsche Zeitschrift für europäisches Denken, Hg. Hans Paeschke u. a., Jg. 1, Heft 5, 1947, S. 679–696
- Introduction aux existentialismes. Einführung in die Existenzphilosophien. Rauch, Bad Salzig 1949
- Gedanken für eine apokalyptische Zeit. in: Lancelot. Der Bote aus Frankreich. Monatsschrift. Hg. Gerhard Heller & Hans Paeschke. G. Lingenbrink, Rastatt. Heft 8, 1947, S. 3–24

## Sekundärliteratur
- Wolfgang Seeger: Politik und Person. Der Personalismus Emmanuel Mounier's als politischer Humanismus. Universität Freiburg im Breisgau, Diss. phil. 1966
- Giuseppe Flores d’Arcais: La pedagogia nell’ pensiero cristiano. In: „Grande Antologia Filosofica“, Milano 1954
- Romano Guardini: Welt und Person. Werkbund, Würzburg 1939
- Winfried Böhm, Giuseppe Flores d´Arcais (Hrsg.): Die Pädagogik der frankophonen Länder im 20. Jahrhundert. Klett-Cotta, Stuttgart 1980
- Martin Strickmann: L´Allemagne nouvelle contre l´Allemagne éternelle: Die französischen Intellektuellen und die deutsch-französische Verständigung 1944 – 1950. Diskurse, Initiativen, Biografien. Peter Lang, Frankfurt 2004 ISBN 3-631-52195-2
- Vu duy Tu: Individualisme, collectivisme, personnalisme dans l'oeuvre d'Emmanuel Mounier. De la personne à la communaute humaine. Universität Bonn, Diss. phil. 23. Mai 1962
- Ingeborg Koza: Emmanuel Mounier. In: Biographisch-Bibliographisches Kirchenlexikon (BBKL). Band 6, Bautz, Herzberg 1993, ISBN 3-88309-044-1, Sp. 211–213 (Artikel/Artikelanfang im Internet-Archive).